# 2012 dans la police
Cet article présente les faits marquants de l'année 2012 dans la police.

## Évènements
- début janvier : Mort de Wissam El-Yamni après avoir passé 9 jours dans le coma, à la suite de son arrestation violente à Clermont-Ferrand. L'affaire provoque plusieurs nuits de tensions dans les rues de Clermont-Ferrand.
- 22 avril : Mort d'Amine Bentounsi abattu d'une balle dans le dos par un policier.